# Aeroportul Monteagudo
Aeroportul Monteagudo (IATA: MHW, ICAO: SLAG) este un aeroport din Chuquisaca, Bolivia ce deservește zona Monteagudo⁠(d). A fost numit după zona deservită.
Situat la o altitudine de 1.112 m, aeroportul dispune de o singură pistă.